# Crocidura narcondamica
Crocidura narcondamica (лат.) — вид белозубок из семейства землеройковых. Обнаружен на вулканическом острове Наркондам в Индийском океане. В отдельный вид выделен на основании морфологических и молекулярно-биологических исследований. Видовое название происходит от типовой местности — острова Наркондам.

## Описание
Crocidura narcondamica обитает в подлиственном слое лесной подстилки и питается в основном насекомыми.
Этот вид демонстрирует значительное генетическое расхождение с видами материковой Азии, такими как Crocidura rapax, и ещё большее расхождение с другими эндемичными видами белозубок с Андаманских и Никобарских островов: андаманской белозубкой (Crocidura andamanensis) и никобарской белозубкой (Crocidura nicobarica). Это указывает на то, что эти 3 вида, скорее всего, не являются результатом одной адаптивной радиации, а представляют собой по меньшей мере три независимых события колонизации с азиатского материка.
Является вторым известным эндемиком острова Наркондам, первый из которых — наркондамская птица-носорог (Rhyticeros narcondami).